# اتحاد اللجان الأولمبية الوطنية العربية
اتحاد اللجان الأولمبية الوطنية العربية هو هيئة رياضية عربية غير ربحية مستقلة ذات شخصية اعتبارية مرجعيته مجلس وزراء الشباب والرياضة العرب، تأسس في 7 مايو 1976 باسم (الاتحاد العربي للألعاب الرياضية) في مدينة الرياض ، السعودية والتي اتخذها مقرًا دائمًا له.
في 2 مارس 2008 تغير مسماه إلى اتحاد اللجان الأولمبية الوطنية العربية عقب اجتماع الجمعية العمومية الثانية عشرة في مدينة جدة السعودية.

## تاريخ
اللجان الأولمبية العربية المؤسسة للاتحاد هي: اللجنة الأولمبية السعودية، اللجنة الأولمبية الأردنية، اللجنة الأولمبية السورية، اللجنة الأولمبية الكويتية، اللجنة الأولمبية الليبية، اللجنة الأولمبية المصرية، اللجنة الأولمبية المغربية، اللجنة الأولمبية العراقية. تتمثل أهداف الإتحاد في نشر وتنشيط الحركة الأولمبية والرياضية في الدول العربية، والإشراف على دورات الألعاب الرياضية العربية المختلفة، وتشجيع إقامة المنشآت الرياضية في الدول العربية، وإعداد الكوادر الفنية والإدارية.
ترأس الاتحاد منذ تأسيسه وحتى اليوم كل من فيصل بن فهد بن عبد العزيز (1976-1999) وهو أول رئيس للإتحاد، والأمير سلطان بن فهد بن عبد العزيز (2000-2001)، والأمير نواف بن فيصل بن فهد بن عبد العزيز (2011-2014)، وطلال بن بدر بن سعود بن عبدالعزيز (2014- حتى الآن).

## الدول الأعضاء
يبلغ عدد الدول الأعضاء في هذا الاتحاد اليوم 22 دولة عربية كما يلي:
| الدولة                   | الرمز | اللجنة الأولمبية الوطنية                       |
| ------------------------ | ----- | ---------------------------------------------- |
| السعودية                 | KSA   | اللجنة الأولمبية السعودية                      |
| الجزائر                  | ALG   | اللجنة الأولمبية الجزائرية                     |
| البحرين                  | BAH   | اللجنة الأولمبية البحرينية                     |
| جزر القمر                | COM   | اللجنة الأولمبية القمرية                       |
| جيبوتي                   | DJI   | اللجنة الأولمبية الوطنية الجيبوتية             |
| مصر                      | EGY   | اللجنة الأولمبية المصرية                       |
| الإمارات العربية المتحدة | UAE   | اللجنة الأولمبية الوطنية الإماراتية            |
| العراق                   | IRQ   | اللجنة الأولمبية الوطنية العراقية              |
| الأردن                   | JOR   | اللجنة الأولمبية الأردنية                      |
| الكويت                   | KUW   | اللجنة الأولمبية الكويتية                      |
| لبنان                    | LIB   | اللجنة الأولمبية اللبنانية                     |
| ليبيا                    | LBA   | اللجنة الأولمبية الليبية                       |
| موريتانيا                | MTN   | اللجنة الوطنية الأولمبية والرياضية الموريتانية |
| المغرب                   | MAR   | اللجنة الأولمبية الوطنية المغربية              |
| عُمان                     | OMA   | اللجنة الأولمبية العمانية                      |
| فلسطين                   | PLE   | اللجنة الأولمبية الفلسطينية                    |
| قطر                      | QAT   | اللجنة الأولمبية القطرية                       |
| الصومال                  | SOM   | اللجنة الأولمبية الصومالية                     |
| السودان                  | SUD   | اللجنة الأولمبية السودانية                     |
| سوريا                    | SYR   | اللجنة الأولمبية السورية                       |
| تونس                     | TUN   | اللجنة الوطنية الأولمبية التونسية              |
| اليمن                    | YEM   | اللجنة الأولمبية اليمنية                       |